# Don Juan (Byron)
Don Juan is een satirisch episch gedicht geschreven door de Engelse dichter Lord Byron. Het werk werd tussen 1819 en 1824 geschreven en bestaat uit zeventien canto's, hoewel het nooit werd voltooid. Het gedicht vertelt het verhaal van Don Juan, een jonge en charismatische held, door verschillende avonturen en locaties in Europa en het Midden-Oosten.
Het ontstaan van Don Juan wordt beïnvloed door de literaire en sociale omgeving van die tijd. Het werk ontstond als reactie op de poëtische normen en de romantische beweging, waarbij Byron zijn eigen stijl van satirische humor en sociale kritiek toepaste. Hij begon het werk met de bedoeling om een komische en satirische draai te geven aan de epische poëzie, zoals blijkt uit zijn brieven aan vrienden en uitgevers.
De ontvangst van Don Juan was gemengd en controversieel vanwege de onconventionele inhoud en de scherpe satire op sociale en politieke kwesties. Tijdens het publicatieproces werden sommige canto's gehekeld vanwege hun immorele inhoud en de herkenbaarheid van de satirische personages. Byron zelf beschreef het werk als een speelse satire, met zo min mogelijk poëzie.
Ondanks de controverse werd Don Juan na verloop van tijd gewaardeerd om zijn originaliteit en vernieuwende benadering van poëzie. In brieven van bewonderaars, zoals de dichter Percy Bysshe Shelley, werden lofbetuigingen geuit voor Byron's unieke presentatie van gebeurtenissen en zijn vermogen om iets volledig nieuws te creëren. De invloed van Don Juan reikte zelfs tot andere literaire tradities, zoals de vertaling van delen van het werk door Johann Wolfgang von Goethe in het Duits.
Het gedicht werd niet voltooid voor Byrons dood in 1824, en het laatste canto eindigt abrupt. 